# Ligne de Pré-en-Pail à Mayenne
La ligne de Pré-en-Pail à Mayenne est une ancienne ligne de chemin de fer française à écartement standard et à voie unique non électrifiée du département de la Mayenne. Elle formait l'une des branches de l'étoile de Mayenne. 
Elle constituait la ligne 435 000 du réseau ferré national.

## Histoire
La ligne est déclarée d'utilité publique par une loi le 16 décembre 1875, en même temps que celle d'Alençon à Domfront.
Une loi du 31 juillet 1879 autorise le ministère des Travaux publics à entamer les travaux de construction de la ligne de Pré-en-Pail à Mayenne.
La ligne de Pré-en-Pail à Mayenne a été mise en service le 15 septembre 1881 par la Compagnie des chemins de fer de l'Ouest. La ligne est cédée par l'État à la Compagnie des chemins de fer de l'Ouest par une convention signée entre le ministre des Travaux publics et la compagnie le 17 juillet 1883. Cette convention est approuvée par une loi le 20 novembre suivant.
Elle a été fermée au service des voyageurs le 1er mars 1938. Le service des marchandises a cessé dans les années 1950 sur la section de Pré-en-Pail à Javron et le 13 avril 1987 entre Javron et Mayenne.
Dates de déclassement :
- Pré-en-Pail - Javron (PK 5,180 à 11,438) : 24 mai 1960[5].
- Javron - Mayenne (PK 11,438 à 44,396) : 9 décembre 1992[1].

L'ancienne section de Mayenne à Javron a été aménagée en voie verte en sable compacté.

## Infrastructure
Cette ligne exigea d'importants travaux de génie civil en raison de son tracé tourmenté. L'ingénieur Fulgence Bienvenüe, « père » du métro parisien, en dirigea la construction et perdit son bras gauche, alors qu'il assurait la sécurité sur la voie, le 25 février 1881.